# 南屯煤矿
南屯煤矿是山东能源集团下属煤矿，位于兖州煤田的南部。

## 历史
- 1966年开始兴建
- 1973年开始商业生产
- 原设计年产量为150万吨，1993年，完成改建后，增加至240万吨。

## 煤层状态
主采煤层分为两个分层，上分层平均厚度为5.35米，下分层平均厚度为3.21米。

## 煤炭储量
至2004年12月31日，已探明及推定总储量为1.36亿吨。